# Jan Zabranský
Jan Zabranský (29. dubna 1824 – 19. prosince 1899) byl rakouský a český politik, v 80. letech 19. století poslanec Českého zemského sněmu.

## Biografie
Působil jako starosta obce Noutonice a okresní starosta na Smíchově. Bylo mu uděleno císařské vyznamenání Zlatý záslužný kříž s korunou za všeobecné zásluhy ve prospěch obecného dobra.
V 80. letech 19. století se zapojil i do zemské a celostátní politiky. Ve volbách v roce 1883 byl zvolen v kurii venkovských obcí (volební obvod Smíchov, Zbraslav, Beroun, Unhošť, Kladno) do Českého zemského sněmu. Profesně se tehdy uvádí jako rolník a okresní starosta.